# Supercoppa dei Paesi Bassi 2025
La Supercoppa dei Paesi Bassi 2025 (ufficialmente Johan Cruijff Schaal XXXV) è stata la trentacinqesima edizione della Supercoppa dei Paesi Bassi.
Si è svolta il 3 agosto 2025 al Philips Stadion tra il PSV, campione d'Olanda, e il Go Ahead Eagles vincitore della Coppa dei Paesi Bassi 2024-2025.
La competizione è stata vinta dal PSV.

## Partecipanti
| Squadre         | Qualificazione                                  | Partecipazioni precedenti (il grassetto indica la vittoria)                                                                              |
| --------------- | ----------------------------------------------- | --- |
| PSV             | Vincitore della Eredivisie 2024-2025            | 22 (1991, 1992, 1996, 1997, 1998, 2000, 2001, 2002, 2003, 2005, 2006, 2007, 2008, 2012, 2015, 2016, 2018, 2019, 2021, 2022, 2023, 2024 ) |
| Go Ahead Eagles | Vincitore della Coppa dei Paesi Bassi 2024-2025 | 0 |

## Tabellino
| Arbitro: | Kooij |

|                            |           |           |
| Nauber 78’ (aut.) Dest 84’ | Marcatori | 35’ Suray |